# 닥터-X~외과의·다이몬 미치코~
《닥터-X~외과의·다이몬 미치코~》(일본어: ドクターX〜外科医・大門未知子〜 도쿠타엣쿠스게카이다이몬미치코[*])는 2012년부터 TV 아사히 계열에서 방송되고 있는 텔레비전 드라마 시리즈이다. 주연은 요네쿠라 료코이다. 

## 개요
특정 병원이나 의국에 속하지 않는, 프리랜서 여성 외과의의 활약을 그린다.
캐치프레이즈
- 제1기 〈수퍼 닥터는 “파견”의 여자.〉
- 제2기 〈저, 실패하지 않기 때문에.〉
- 제3기 〈저, 실패하지 않기 때문에.〉

## 캐스트

### 주인공
다이몬 미치코 (36→37→38→40) - 요네쿠라 료코
프리랜서 외과의.

### 명의 소개소
죠노우치 히로미 (33→34→35→37) - 우치다 유키
마취과의.
칸바라 아키라 (65→66→67→69) - 키시베 잇토쿠
소장.
시바타 유 - 마츠다 켄지 (제1기)
소개소에 소속하는 외과의.
메지로 켄고 - 이노우에 타카시 (제1기)
소개소에 소속하는 외과의.
히가시무라 준이치로 - 시다 마사유키 (제2기)
소개소에 소속하는 외과의.
카와키타 히로시 - 키토 신야 (제2기)
소개소에 소속하는 산부인과의.

### 테이토 대학 부속 제3병원 (제1기)

#### 제2외과
모리모토 히카루 (30) - 타나카 케이
제2외과 조수. 햅쌀 외과의. 혈액 흡인 등의 잡무를 하는 제3조수 정도 밖에 수술 손재주를 가지지 않았다. 친가는 지방의 종합병원을 경영하고 있다.
카지 히데키 (45→50) - 카츠무라 마사노부 (제2기 제8화/제3기)
제2외과 강사. 다이몬을 적대시하며 데몬이라고 부른다. 실력은 다이몬이 인정할 정도로 뛰어나다.
하라 마모루 (38→40) - 스즈키 코스케 (제2기 제1화/제3기 제4 ~ 최종화)
제2외과 조교.
토리이 (48) - 단다 야스노리
제2외과 부장 교수. 수술 실력은 뛰어나지 않지만 연구에 뛰어난 학자 타입의 교수. 차기 제3병원 원장으로서 후보에 오르고 있었지만, 쿠보가 병으로 쓰러진 것으로 풍향이 바뀐다.

#### 방사선과
시라키 토우 (35) - 코마츠 카즈시게
방사선과의.

#### 간호사
코이케 리에 (26) - 야마모토 미즈키
오퍼레이션실 햅쌀 간호사.
카토 미카 - 요네자와 루미
오퍼레이션실 간호사.
치바 소노코 (42) - 시부키 준
치프 간호사.

#### 비서
오쿠무라 (25) - 하야시 탄탄
토리 외과 부장의 사설 비서로 애인.

#### 사무
테라야마 카네코 (52) - 무로이 시게루
사무장.
한다 (40) - 마사오카 타이시
사무차장. 테라야마의 충실한 부하.

#### 원장
부스지마 류노스케 (68→70) - 이토 시로 (제2기 최종화/제3기 제1화)
전 테이토 의과 대학 부속 병원 외과 부장 교수.

### 테이토 의과 대학 부속 병원 (제2기)

#### 제2외과
콘도 시노부 (38) - 후지키 나오히토
제2외과 강사→교수.
에비나 타카시 (50→51) - 엔도 켄이치 (제3기)
제2외과 교수→주임 교수.
아유카와 츠카사 (25) - 미츠시마 신노스케
제2외과 연수의.
타나카 타츠야 - 시미즈 카즈키
제2외과 연수의.
카메야마 히사시 (40) - 이노 마나부
제2외과 준교수.
츠루타 타쿠미 (38) - 노마구치 토오루
제2외과 조교.

#### 간호사
하시모토 리사 (24) - 미즈사와 에레나
외과 병동 간호사.
호시노 아카리 - 아리카와 카나코
간호사.
헨미 타카코 - 아사다 히카리
간호사.

#### 비서
테루이 타마오 (31) - 후에키 유코
히루마의 비서.

#### 사무
카라스마 카네오 (60) - 사사노 타카시
사무장.
우자와 신 (40) - 롯카쿠 신지
사무장 보좌.

#### 부장
마부치 카즈요 (58) - 미타 요시코
내과 총괄 부장.
히루마 시게카츠 (62→63) - 니시다 토시유키 (제3기)
외과 총괄 부장.

#### 그 외
타카노 벤 (55) - 아사노 카즈유키
전 제2외과 주임 교수.
미즈노 요시오 - 오오타카 히로오
정형외과 교수.

### 국립 고도 의료 센터 (제3기)

#### 전략 통합 외과 (구 동동)
〈토테이 대학〉 파벌에 속한다.
아시가라 신타로 (39) - 타카하시 카즈야
외과 의장.
아카호리 - 타카하시 미츠오미

#### 전략 통합 외과 (구 서동)
〈사이쿄 대학〉 파벌에 속한다.
단고자카 노보루 (58) - 이부 마사토
외과 부장.
후타바 켄지 (45) - 마키타 스포츠
외과 부부장.
아치 쇼조 (42) - 키노시타 타카유키
외과 의장.
후지카와 키요시로 (50) - 후루타 아라타 (제3기 제7화 ~ )
사이쿄 대학 병원 외과 통괄 부장→전략 통합 외과 외과의→전략 통합 외과 부장.

#### 간호부
시라키 준코 (55) - 타카하타 아츠코
간호사장.
하시구치 아야 (25) - 마츠시마 하나
간호사.

#### 의료 센터 관계자
텐도 요시히토 (68) - 키타오오지 킨야
이사→총장.
카토 미네지 (51) - 와타나베 잇케이
사무국장.
쿠로베 테츠야 - 나카오 아키라
전 총장.
세키가하라 토모코 (26) - 나이토 리사
통합 외과 부장 비서.
이카와 마스미 (29) - 쇼노자키 켄
텐도의 비서.

#### 이사회
하치야 슈조 (69) - 후루야 잇코 (특별 출연) (제2기 최종화/제3기 제1화)
테이토 의과 대학 부속 병원을 장악하는 토테이 대학 병원 원장.

### 게스트

#### 제1기
제1화
쿠보 시게루 - 류 라이타
테이토 의과 대학 제3병원 전 원장. 이치노세의 수술중에 뇌경색으로 쓰러져 원장의 자리에서 물러난다.
이치노세 지로 (60) - 후와 만사쿠
이치노세 고무 사장.
이치노세 나미코 - 야마구치 미야코
지로의 아내.
제2화
니카이도 노보루 (50) - 한카이 카즈아키
니카이도 출판사장. 특별실의 VIP 환자. 국회의원의 소개로 취장암 수술을 받기 위해 내원한다.
야스다 고 - 아라이 야스히로
등의 아픔을 호소해, 취장암이라고 진단된 환자.
야스다 마사요 - 키무라 미도리코
야스다의 아내.
제3화
하나야마 - 히라이와 카미
인기 미인 요리 연구가.
혼다 - 나카마루 신쇼
하나야마의 고문 변호사.
제4화
요츠야 아츠시 (45) - 츠루미 싱고
외자 펀드 매니저.
요시나가 마리코 - 아카에 타마오
캐스터.
제5화
고키타 사키 - 니노미야 아카리

키시다 타쿠야 - 후쿠시 세이지
테이토 의과 대학 제3병원 소아 외과 준교수. 사키의 담당 의사. 죠노우치의 전 남편. 미남으로 여성 직원이나 환자에게 인기가 있다.
소마 케이치로 - 이시마루 켄지로
테이토 의과 대학 제3병원 소아 외과 부장 교수. 자신의 명령에 제일 온순하고 다루기 쉬운 키시타를 준교수로 승격시킨다.
제6화
무사카 모토히코 (62) - 무사카 나오마사
칸바라 소개소를 찾아 온 두부 가게 주인.
제7화
토리 나나코 - 키시모토 카요코 (우정 출연)
토리 교수의 아내.
히지카타 이쿠야 (38) - 야마모토 코지
테이토 대학 제3병원 제2외과 부장 대리 교수. 테이토 대학 시절, 다이몬의 동료. 극도의 결벽증이 있다.
제8화
야기 - 츠다 칸지

테시가와라 - 코바야시 넨지 (특별 출연)

#### 제2기
제2화
니노미야 킨야 (65) - 테라다 미노리
대규모 부동산 회사·니노미야 부동산 사장.
제3화
미무라 토라코 (39) - 야마모토 미라이
테이토 의과 대학 병원 본원 제2내과 교수 부인.
카니에 미카 - 묘세이 마유미
테이토 의과 대학 병원 본원 제1외과 교수 부인.
제4화
시죠 루미코 (37) - 샤쿠 유미코

제5화
쿠사카베 미츠히코 - 벳쇼 테츠야
매사추세츠 국제 의과 대학 교수.
고미 이치로 (50) - 오오코치 히로시
식도암 스테이지 III의 환자로 쿠사카베의 수술을 받는다.
고미 카오리 - 코시바 후카
이치로의 딸.
제6화
콘도 로쿠스케 (62) - 이즈미야 시게루
콘도의 아버지.
제7화
아사이 히사에 - 시라카와 유미

제8 ~ 최종화
무라타 쿠루미 (9) - 혼다 미유

타케모토 야하기 - 코바야시 켄이치 (제8화)

#### 스페셜
키카와다 타카유키 - 나마세 카츠히사
크로스 의료 센터 내과부장.
히무로 코지로 - 이노오 케이 (Hey! Say! JUMP)
피겨스케이트 메달리스트.
아카기 겐 - 아오이 무네타카
카나자와의 마타기.
카나자와 하루미 - 하시모토 마나미
초밥집 여주인.
이치노세 아이코 - 키시모토 카요코
중의원 의원.
아오야기 타다시 - 하시즈메 이사오
크로스 의료 센터 사무국장.
쿠로스 칸타로 - 비트 타케시
크로스 의료 센터 병원장.

#### 제4기
제1화
잇치키 준 - 와타나베 다이치
IT 기업 「원우드 클라우드」 사장. 척색 종 발견 수술을받는 조건으로 운영 생중계를 제시한다.
제3화
스야마 미사에 - 마츠시타 유키
사이온지 부장의 정부였던 인물로 긴자의 안주인. 사이온지에게 위궤양 수술을 받은 적이 있으며 사이온지가 수술 후에 남겨둔 거즈가 동맥류의 파열을 막고 있음이 나중에 드러난다.
제7화
나나세 유카 - 강지영
청력을 잃은 세계적인 피아니스트 나나오 타카시의 어시스턴트이다. 미치코와 간바라에게 나나오가 청력수술을 받을 수 있도록 부탁한다. 그녀 역시 한쪽 귀의 청력을 잃었다. 나나오의 수술을 의뢰하러 왔다가 미치코에 의해 본인에게 질병이 있음을 알게 된다.
나나오 타카시 - 다케다 신지
19세때 수막염으로 양쪽의 청력을 잃은 세계적인 피아니스트이다. 소리가 들리지 않지만 완벽한 연주를 해낸다. 일상에서는 말은 할 수 있지만 상대방의 말은 수화와 독순술로 소통한다. "저는 실수하지 않으니까요(私、ミスしないので)"라는 말을 하며 미치코와 공통 분모를 보이지만 귀에 대한 치료에 거부감을 갖고 있다.
제8화
야오토메 유타 - 고니시 료세이
일본 최고의 톱스타이다. 국민들에게 일거수일투족이 관심사인만큼, 쿠보 부원장의 배려하에 토테이 대학병원에 극비 입원한다. 병원내에서도 야오토메의 병명과 입원은 극비사항이지만 지켜지지 않는다.

#### 제5기
제1화
시무라 마도카 - 다이치 마오
히루마 원장이 퇴출된 이후 토테이 대학병원에 부임한 최초의 여성 원장이다. 의료계의 공정성과 청렴함을 기치로 내걸며 '환자 퍼스트'를 강조한다.
잇시키 타츠오 - 마스 타케시
저명한 의료저널리스트이자 방송인으로, 미치코가 식사하러간 식당에서 쓰러져 도테이 대학병원에 입원하게 되고, AI 로봇을 이용한 원격 수술의 대상자가 된다.
제2화
이토 후지코 - 나카타 요시코
이토 료우의 어머니. 진행 담낭암 육종을 앓고 있다. 이토 료우가 와서 "간 췌장 십이지장 동시 절제 '를 받는다.
제5화
고탄다 고로 - 마미야 쇼타로
연승 기록을 늘려온 계속 천재 프로 기사. AI 기사와의 대국 중에 쓰러지고 실려왔기에 뇌종양이 의심되었으나 나중에 육식으로 인한 대장암을 진단받는다.
제8화
야쿠모 타쿠야 - 하야시야 쇼죠
전 보건 장관 비서관. 죽기 전에 정의를 관철하려고 사역성을 적으로 돌리는 사실을 언론에 고발한다. 그러나 수술이 성공한 순간, 고발한 사실은 기억 차이였다고 사과했다.

## 스태프
- 각본 - 나카조노 미호 / 하야시 마코토, 테라다 토시오 (제2기 ~ ) / 타케이 아야 (제2기) / 코사카 타카후미, 우다 마나부 (제4기)
- 음악 - 사와다 칸
- 연출 - 타무라 나오미, 마츠다 히데토모 / 야마다 유토 (제3기)
- 주제가
  - 제1기 - Superfly 〈force〉 (워너 뮤직 재팬)
  - 제2기 - Superfly 〈Bi-Li-Li Emotion〉 (워너 뮤직 재팬)
  - 제3기 - Superfly 〈사랑을 몸에 불어넣고〉 (워너 뮤직 재팬)
  - 제4기 - Superfly 〈99〉 (워너 뮤직 재팬)
- 내레이션 - 타구치 토모로오
- 프로듀서 - 오오에 타츠키, 니시카와 키미코, 시모다 카즈히사, 이케다 사다코, 오오가키 카즈호
- 제작 협력 - THE WORKS
- 제작·저작 - TV 아사히

## 방송 일자

### 제1기 (2012년)
| 각 화                                                       | 방송일           | 부제                                                                               | 연출            | 시청률 |
| ----------------------------------------------------------- | ---------------- | ---------------------------------------------------------------------------------- | --------------- | ------ |
| ope.I                                                       | 2012년 10월 18일 | 그 장갑으로 만지지 마! 전원, 홀드업!                                               | 타무라 나오미   | 18.6%  |
| ope.II                                                      | 10월 25일        | 죽게하지 않습니다. 저, 실패하지 않기 때문에                                        | 마츠다 히데토모 | 17.6%  |
| ope.III                                                     | 11월 8일         | 필요 없습니다. 네이밍이 이상하고, 어색하기 때문에                                  | 타무라 나오미   | 17.4%  |
| ope.IV                                                      | 11월 15일        | 나에게 있어서 수술은, 프라이스리스인 라이프워크입니다                              | 마츠다 히데토모 | 17.1%  |
| ope.V                                                       | 11월 22일        | 당신의 수술, 실패했지 않습니까?                                                    | 마츠다 히데토모 | 17.7%  |
| ope.VI                                                      | 11월 29일        | 나는 베고 구한다!                                                                  | 타무라 나오미   | 18.6%  |
| ope.VII                                                     | 12월 6일         | 사실을 가르쳐 주는 것이 의사의 의무가 아닙니까?                                    | 마츠다 히데토모 | 20.1%  |
| ope.VIII                                                    | 12월 13일        | 수술장에는, 담합도, 도움도, 존의도 필요 없다. 살리지 않으면 안 되는 환자가 있을 뿐 | 타무라 나오미   | 24.4%  |
| 평균 시청률 19.1% (시청률은 칸토 지구·비디오 리서치사 조사) |                  |                                                                                    |                 |        |

- 첫회·최종회는 15분 확대 (21:00 ~ 22:09).
- 첫회 시청률은 18.6%로, 요네쿠라가 동 시간대에서 주연 한 드라마의 첫회 시청률로서는 자기 최고가 되어, 순간 최고 시청률은 24.6%를 기록했다. 또 계열국의 니가타 TV21에서 24.4%, 시즈오카 아사히 TV에서 22.6%, 아사히 방송에서 20.4%를 기록했다[2].
- 목요드라마 시간대에서 첫회 시청률이 18% 이상을 기록한 것은 《황혼이혼》이래가 된다.
- 11월 1일은, 프로 야구·코나미 일본 시리즈 2012 제5전 홋카이도 닛폰햄 파이터스대요미우리 자이언츠 방송때문에 휴지.
- 최종회 시청률은 2012년의 민방 드라마에서는 최고인 24.4%로, 순간 최고 시청률은 29.8%를 기록했다. 또, 동 시간대에서 〈황혼이혼〉의 기록을 넘어 역대 최고가 되었다[3].

### 제2기 (2013년)
| 각 화                                                       | 방송일           | 부제                                                                                          | 각본          | 연출            | 시청률 |
| ----------------------------------------------------------- | ---------------- | --------------------------------------------------------------------------------------------- | ------------- | --------------- | ------ |
| ope.I                                                       | 2013년 10월 17일 | 이대로 닫히면, 3개월 이내에 목숨 잃어요                                                       | 나카조노 미호 | 타무라 나오미   | 22.8%  |
| ope.II                                                      | 10월 24일        | 저라면 자를 수 있습니다. 죽게하지 않습니다. 절대로 실패하지 않기 때문에                       | 나카조노 미호 | 마츠다 히데토모 | 23.1%  |
| ope.III                                                     | 10월 31일        | 생체 소장 교환 이식, 저라면 할 수 있습니다!                                                   | 타케이 아야   | 마츠다 히데토모 | 18.4%  |
| ope.IV                                                      | 11월 7일         | 성공하면, 당신에게 수첩을 주겠다. 히루마의 비밀이 가득 차인 그 수첩…                          | 하야시 마코토 | 타무라 나오미   | 21.3%  |
| ope.V                                                       | 11월 14일        | 실패하지 않는 의사 따윈, 있을 리가 없어. 나 이외                                              | 하야시 마코토 | 마츠다 히데토모 | 23.7%  |
| ope.VI                                                      | 11월 21일        | 필요없는 장기는 없어! 몸속에 필요없는 건 없어!                                                | 테라다 토시오 | 타무라 나오미   | 22.1%  |
| ope.VII                                                     | 11월 28일        | 선거 때문에 수술을 이용했다…환자를 도구로 하여. 수술을 우습게 보지 마!                        | 하야시 마코토 | 마츠다 히데토모 | 23.9%  |
| ope.VIII                                                    | 12월 12일        | 이 세상에 실패가 용서되는 의사따윈 있어도 되는 거야? 난 실패하고 싶지 않으니까, 스스로 끊는다 | 테라다 토시오 | 타무라 나오미   | 22.5%  |
| Last ope                                                    | 12월 19일        | 환자분에게 있어서, 수술은 최후의 찬스. 그러니까 그것에 계속 이기는 것. 그게 내 꿈.            | 테라다 토시오 | 타무라 나오미   | 26.9%  |
| 평균 시청률 23.0% (시청률은 칸토 지구·비디오 리서치사 조사) |                  |                                                                                               |               |                 |        |

- 첫회는 15분 확대 (21:00 ~ 22:09).
- 2013년 12월 5일은 《피겨 스케이트 그랑프리 파이널》 중계 때문에, 휴지.
- 최종회는 30분 확대 (21:00 ~ 22:24).

### 제3기 (2014년)
| 각 화                                                       | 방송일          | 부제                                                                    | 각본          | 연출            | 시청률 |
| ----------------------------------------------------------- | --------------- | ----------------------------------------------------------------------- | ------------- | --------------- | ------ |
| ope.I                                                       | 2014년 10월 9일 | 목숨은 자신을 위해서 써                                                 | 하야시 마코토 | 타무라 나오미   | 21.3%  |
| ope.II                                                      | 10월 16일       | 로봇보다 내 손이, 완벽하고 확실하기 때문에                              | 하야시 마코토 | 마츠다 히데토모 | 20.9%  |
| ope.III                                                     | 10월 23일       | 목숨을 앞에 두고 사전 교섭이건 뭐건 다 필요 없다                        | 하야시 마코토 | 타무라 나오미   | 20.8%  |
| ope.IV                                                      | 10월 30일       | 자를까요, 제가. 저라면 완벽히 낫게 할 수 있어요                         | 하야시 마코토 | 마츠다 히데토모 | 23.7%  |
| ope.V                                                       | 11월 6일        | 의사의 승패 따윈 어떻게 돼도 상관없어. 환자가 이기지 않으면 의미 없잖아 | 하야시 마코토 | 타무라 나오미   | 22.2%  |
| ope.VI                                                      | 11월 13일       | 이 이상은 자를 수 없어                                                  | 하야시 마코토 | 야마다 유토     | 23.6%  |
| ope.VII                                                     | 11월 20일       | 저, 승부하고 있지 않기 때문에                                           | 하야시 마코토 | 마츠다 히데토모 | 22.8%  |
| ope.VIII                                                    | 11월 27일       | …기다린다                                                               | 테라다 토시오 | 마츠다 히데토모 | 21.8%  |
| ope.IX                                                      | 12월 4일        | 환자에게 있어서 의사는 한 사람. 당신도 프로잖아!                        | 하야시 마코토 | 타무라 나오미   | 21.6%  |
| ope.X                                                       | 12월 11일       | 더러운 수술은 하고 싶지 않아                                            | 나카조노 미호 | 마츠다 히데토모 | 24.8%  |
| Last ope                                                    | 12월 18일       | 나는 단 한 사람 정말 좋아하는 사람의 수술이 하고 싶다고!                | 나카조노 미호 | 타무라 나오미   | 27.4%  |
| 평균 시청률 22.9% (시청률은 칸토 지구·비디오 리서치사 조사) |                 |                                                                         |               |                 |        |

- 첫회·제2화는 15분 확대 (21:00 ~ 22:09).

### 스페셜 (2016년)
| 방송일                                    | 부제 | 각본          | 연출          | 시청률 |
| ----------------------------------------- | --- | ------------- | ------------- | ------ |
| 2016년 7월 3일                            | 부활!!!! 실패하지 않는 파견의 여자! 검은 거탑에 나타난 최강의 적…!? 카나자와~노토…4회전 반메달리스트의 긴급 수술 3000만!! | 나카조노 미호 | 타무라 나오키 | 22.0%  |
| (시청률은 칸토 지구·비디오 리서치사 조사) | |               |               |        |

### 제4기 (2016년)
| 각 화                                                       | 방송일           | 부제 | 각본            | 연출            | 시청률 |
| ----------------------------------------------------------- | ---------------- | --- | --------------- | --------------- | ------ |
| ope.01                                                      | 2016년 10월 13일 | 고고한 파견의 여의·다이몬 미치코가 마침내 돌아왔다 X 사상 가장 위험한 적이 군림하는 하얀 거탑에 날카로운 메스를 들이다!! | 나카조노 미호   | 타무라 나오키   | 20.4%  |
| ope.02                                                      | 10월 20일        | 빈핍 촌장vs인색한 국회의원 수술... W로 실패하지 않기 때문에                                                              | 하야시 마코토   | 타무라 나오키   | 19.7%  |
| ope.03                                                      | 10월 27일        | 20년 전의 의료 미스!? 불륜 상대 배의 비밀                                                                                | 테라다 토시오   | 마츠다 히데토모 | 24.3%  |
| ope.04                                                      | 11월 3일         | 미인 자매 동시각 수술!! 살찌는 병의 비밀!?                                                                               | 코사카 타카후미 | 마츠다 히데토모 | 21.3%  |
| ope.05                                                      | 11월 10일        | 파벌 싸움 파워하라 수술도 실패하지 않기 때문에!!                                                                         | 하야시 마코토   | 타무라 나오키   | 20.4%  |
| ope.06                                                      | 11월 17일        | 어의남의 쿠데타!! 메스 없이 심장 수술!?                                                                                  | 하야시 마코토   | 마츠다 히데토모 | 21.5%  |
| ope.07                                                      | 11월 24일        | 소리를 잃어버린 피아니스트의 목숨과 프라이드                                                                             | 테라다 토시오   | 타무라 나오키   | 22.2%  |
| ope.08                                                      | 12월 1일         | 바이러스 감염…! 수술 불가능한 밀실!?                                                                                     | 우다 마나부     | 마츠다 히데토모 | 20.7%  |
| ope.09                                                      | 12월 8일         | 여성 협회에 돈을 보낸 환자의 함정!?                                                                                      | 코사카 타카후미 | 타무라 나오키   | 22.6%  |
| ope.10                                                      | 12월 15일        | 모자 동시 수술!? 불과 25센티의 목숨                                                                                      | 나카조노 미호   | 마츠다 히데토모 | 20.5%  |
| Last ope                                                    | 12월 22일        | 안녕 다이몬 미치코!! 안녕 친구여… 성야의 수술도 실패하지 않기 때문에                                                     | 나카조노 미호   | 타무라 나오키   | 22.8%  |
| 평균 시청률 21.5% (시청률은 칸토 지구·비디오 리서치사 조사) |                  | |                 |                 |        |

### 제5기 (2017년)
| 각 화                                                       | 방송일           | 부제                                                                             | 각본          | 연출          | 시청률 |
| ----------------------------------------------------------- | ---------------- | -------------------------------------------------------------------------------- | ------------- | ------------- | ------ |
| ope.I                                                       | 2017년 10월 12일 | 부활!!!! 실패하지 않은 파견의 여자 세계를 가르는 수술 2000만                     | 하야시 마코토 | 타무라 나오키 | 20.9%  |
| ope.II                                                      | 10월 19일        | VS 여유 원내 도촬!? 과잉 환자의 비밀                                             | 테라다 토시오 | 마스다 슈지   | 19.6%  |
| ope.III                                                     | 10월 26일        | VS 베이는 교수!? 세컨드 오피니언 실패하지 않기 때문에                            | 하야시 마코토 | 타무라 나오키 | 19.0%  |
| ope.IV                                                      | 11월 2일         | 외과 의사를 키우는 초 VIP 환자의 비밀!?                                          | 코사카 타카시 | 마츠다 슈지   | 19.1%  |
| ope.V                                                       | 11월 9일         | 진단 1 초 인공 지능 VS 실패하지 않는 야생의 감!?                                 | 하야시 마코토 | 타무라 나오키 | 20.8%  |
| ope.VI                                                      | 11월 16일        | 잉꼬 부부의 긴급 W 운영!? 나는 마취도 있기 때문에                                | 코사카 타카시 | 마츠다 슈지   | 20.7%  |
| ope.VII                                                     | 11월 23일        | 미일 여의사 대결 !! 운영 실의 중심에서 사랑을 외치다                             | 코사카 타카시 | 야마다 하야토 | 20.1%  |
| ope.VIII                                                    | 11월 30일        | 목숨을 걸고 내부 고발!? 최강 배후의 비밀…                                        | 하야시 마코토 | 타무라 나오키 | 20.6%  |
| ope.IX                                                      | 12월 7일         | 최종 장 ~ 실패하지 않는 파견의 여자 쓰러져…!?                                    | 테라다 토시오 | 마스다 슈지   | 21.2%  |
| Last ope                                                    | 12월 14일        | 안녕히 다이몬 미치코 !!!! 충격의 마지막 수술은… 35억!? 절대 실패하지 않기 때문에 | 하야시 마코토 | 타무라 나오키 | 25.3%  |
| 평균 시청률 20.9% (시청률은 칸토 지구·비디오 리서치사 조사) |                  |                                                                                  |               |               |        |

## 닥터 Y ~외과의 카지 히데키~
}}
《닥터 Y ~외과의 카지 히데키~》(ドクターY〜外科医・加地秀樹〜 도쿠타와이 ~게카이 카지히데키[*])는 《닥터-X~외과의·다이몬 미치코~》의 스핀오프 드라마이다. 2016년 9월 29일부터 au 비디오 패스와 TV 아사히 동영상에서 공개되었다. 주연은 카츠무라 마사노부이다.

### 등장 인물
카지 히데키 - 카츠무라 마사노부
테이토 의과 대학 부속 병원 오아라이 제8분원 외과의.
미사키 켄타 - 미우라 타카히로
테이토 의과 대학 부속 병원 오아라이 제8분원 햅쌀 외과의.
미후네 하루카 - 미야와키 사쿠라 (HKT48·AKB48)
대의사의 딸.